# Suchohrdly u Miroslavi
Suchohrdly u Miroslavi é uma comuna checa localizada na região de Morávia do Sul, distrito de Znojmo.